# La Montagne (journal)
Pour les articles homonymes, voir La Montagne.
La Montagne est un quotidien régional de presse écrite en France, créé en octobre 1919 par Alexandre Varenne, et dont le siège se trouve à Clermont-Ferrand. 
Diffusé en Auvergne et dans une partie du Limousin, il appartient au Groupe Centre France, dont il est « le navire amiral ».
Son siège est situé au 45 rue du Clos-Four, à Clermont-Ferrand (Puy-de-Dôme).

## Historique
La Montagne est créé en 1919 par l'homme politique socialiste auvergnat, député du Puy-de-Dôme, Alexandre Varenne (1870-1947). Il est, dans les années 1920, le troisième journal local derrière L'Avenir (catholique) et Le Moniteur (bonapartiste puis républicain). La Montagne s'oppose de plus à plus à ce dernier après son rachat par Pierre Laval en 1927 (qui fait évoluer Le Moniteur vers le centre-droit puis vers un soutien au régime de Vichy). Critiquant les régimes totalitaires, La Montagne s'oppose également au gouvernement de Vichy. En raison de la censure, Varenne suspend sa parution en août 1943.

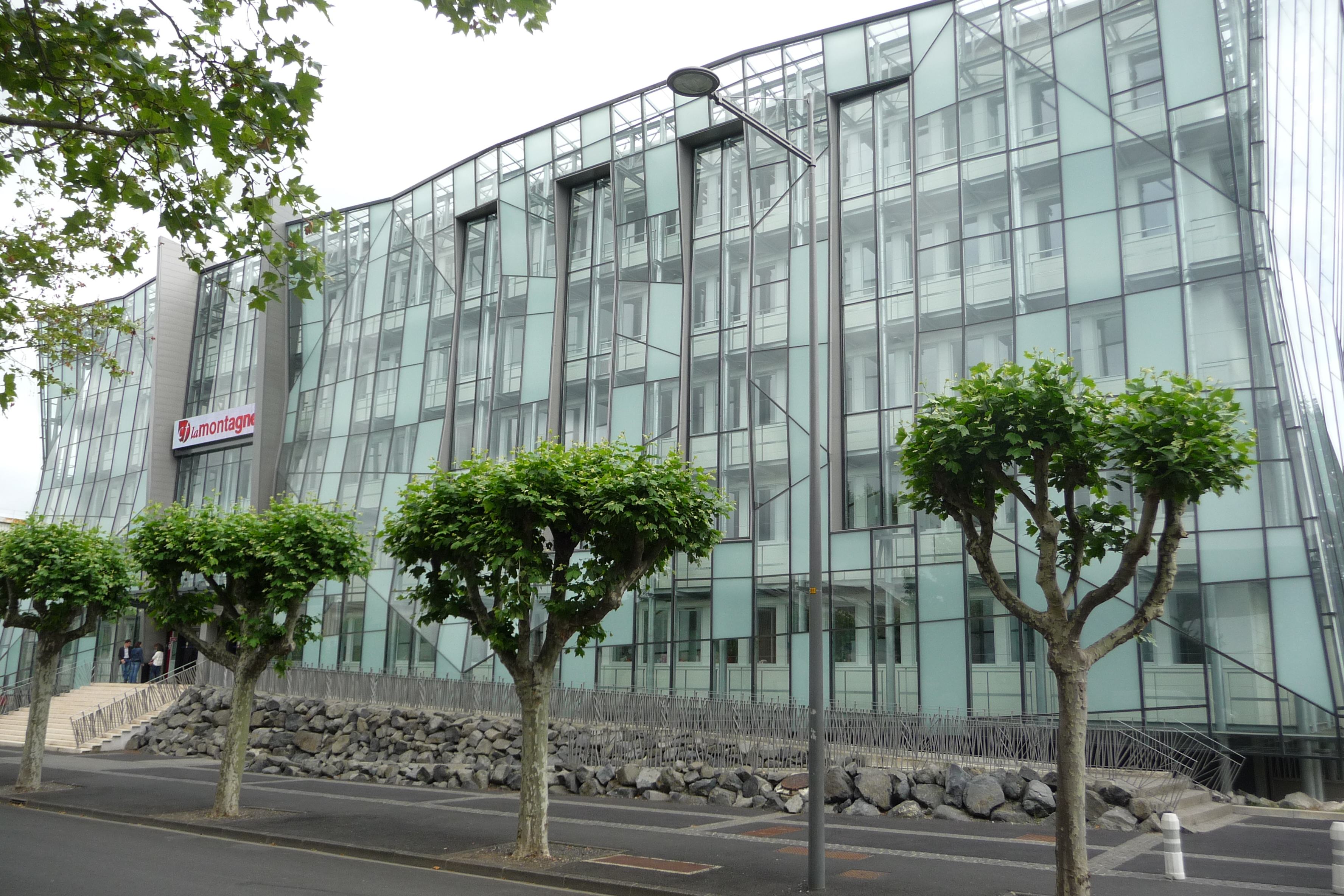
Locaux principaux du journal, rue du Clos Four, à Clermont-Ferrand.

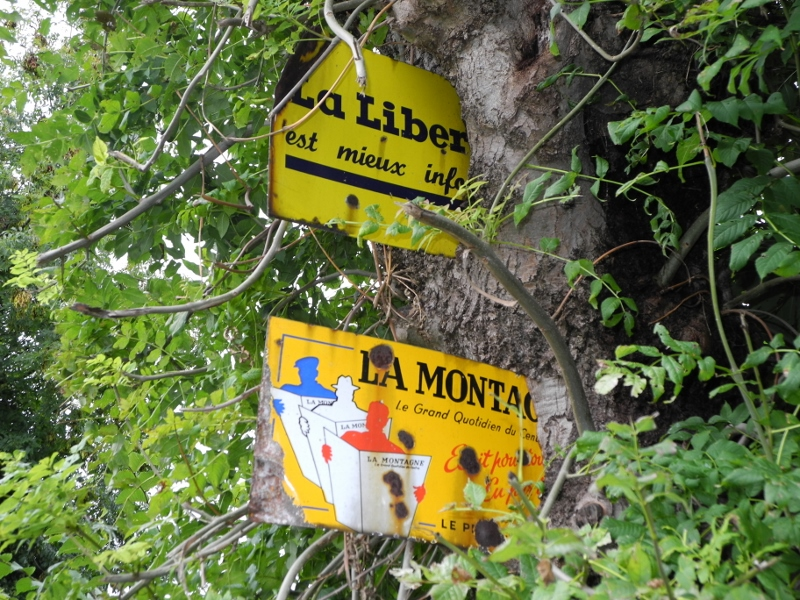
Anciens panneaux publicitaires des quotidiens La Liberté et La Montagne.

Contrairement à ses deux concurrents, La Montagne est autorisé à reparaître à la Libération, le 15 septembre 1944 alors que les journaux de la zone sud étaient interdits de publication sous l'Occupation.
Après près de 80 années passées dans le centre-ville de Clermont-Ferrand, rue Morel-Ladeuil, le journal déménage son siège en 2008 à proximité du stade Marcel-Michelin, sur un ancien site Michelin, rue du Clos-Four, en face de La Coopérative de Mai. Les bobines de papier, qui étaient stockées au Brézet, rejoignent le siège social, tandis que les rotatives restent à l'ancienne adresse du siège social, rue Morel-Ladeuil.
Devant la lente érosion qui touche l'ensemble de la presse quotidienne régionale (PQR), le quotidien lance une nouvelle formule en 2002 homogénéisant du coup l'ensemble des titres du groupe, adopte le format tabloïd le 23 janvier 2008, et engage une stratégie de diversification du groupe en parallèle de sa transformation numérique.
Depuis février 2012, toutes les pages du journal sont en couleur. Par ailleurs, le prix du journal augmente afin de « garantir l'équilibre économique de l'entreprise ».
En 2019, La Montagne fête son 100e anniversaire,.

### Prix du journal
|                  | Du lundi au samedi | Le dimanche |
| ---------------- | ------------------ | ----------- |
| 2000             | 5 F                | ?           |
| 1er janvier 2002 | 0,76 €             | ?           |
| avril 2002       | 0,80 €             | ?           |
| juillet 2006     | 0,90 €             | ?           |
| 21 juin 2010     | 0,95 €             | 1,60 €      |
| 1er mars 2012    | 1 €                | 1,70 €      |
| 2018             | 1,10 €             | 1,80 €      |
| 1er juin 2024    | 1,50 €             | 2,20 €      |

Le coût de fabrication d'un journal est de 1,04 €.

## Site web
Le journal possède un site web depuis l'été 2006 (lamontagne.fr). Contrairement aux principaux autres groupes de presse, sa particularité est que chaque journaliste peut librement alimenter le site avec la mise en ligne de dépêches et photos. En effet, les autres groupes de presse ont adopté un système centralisé avec des rédactions web déconnectées des autres rédactions. L'internaute a également la possibilité d'acheter la version numérique. Le groupe Centre France possède aussi plusieurs sites d'annonces (Centremploi, Centreimmo, Centreautos, Centreofficielles, etc.).
Le site Internet totalise plus de quatre millions de visites mensuelles en moyenne. De nouveaux services sont accessibles après inscription sur le site web : alerte courriel, lettre d'information (gratuite), consultation d'articles d'information locale par abonnement.

## Diffusion
Le journal est diffusé dans les six départements de deux anciennes régions administratives situées dans le Massif central : en Auvergne, il est l'unique quotidien régional dans les départements de l'Allier, du Cantal et du Puy-de-Dôme ; la plupart des ventes en Haute-Loire sont dans le secteur de Brioude[réf. nécessaire]. En région Limousin, il est diffusé dans les départements de la Corrèze et de la Creuse.
Les données de la diffusion de La Montagne sont celles de l'OJD puis de l'ACPM.
| Année                  | 2009    | 2010    | 2011    | 2012    | 2013    | 2014    | 2015    | 2016    | 2017    | 2018    | 2019    | 2020    | 2021    |
| ---------------------- | ------- | ------- | ------- | ------- | ------- | ------- | ------- | ------- | ------- | ------- | ------- | ------- | ------- |
| Diffusion France payée | 189 089 | 187 836 | 183 982 | 178 584 | 175 432 | 172 814 | 168 380 | 162 687 | 159 495 | 151 722 | 145 385 | 137 245 | 132 051 |
| Diffusion totale       | 197 424 | 196 108 | 191 927 | 186 233 | 182 600 | 179 862 | 174 478 | 168 759 | 165 390 | 157 392 | 150 150 | 140 752 | 135 420 |

Le graphique qui aurait dû être présenté ici ne peut pas être affiché car il utilise l'ancienne extension Graph, désactivée pour des questions de sécurité. Des indications pour créer un nouveau graphique avec la nouvelle extension Chart sont disponibles ici.

| Département  | 2005   | 2007   | 2017   |
| ------------ | ------ | ------ | ------ |
| Puy-de-Dôme  | 75 899 | 72 743 | 60 860 |
| Allier       | 53 464 | 51 462 | 41 908 |
| Corrèze      | 28 846 | 28 012 | 24 137 |
| Cantal       | 23 549 | 23 079 | 20 748 |
| Creuse       | 17 500 | 17 068 | 14 378 |
| Haute-Loire  | 4 522  | 4 359  | 3 359  |
| Haute-Vienne | 2 227  | 1 826  | -      |

Ventilation de la diffusion individuelle en 2017 :
- ventes au numéro : 30 %
- abonnés par La Poste : 32 %
- abonnés par portage : 29 %
- versions numériques individuelles : 3,5 %

## Éditions locales

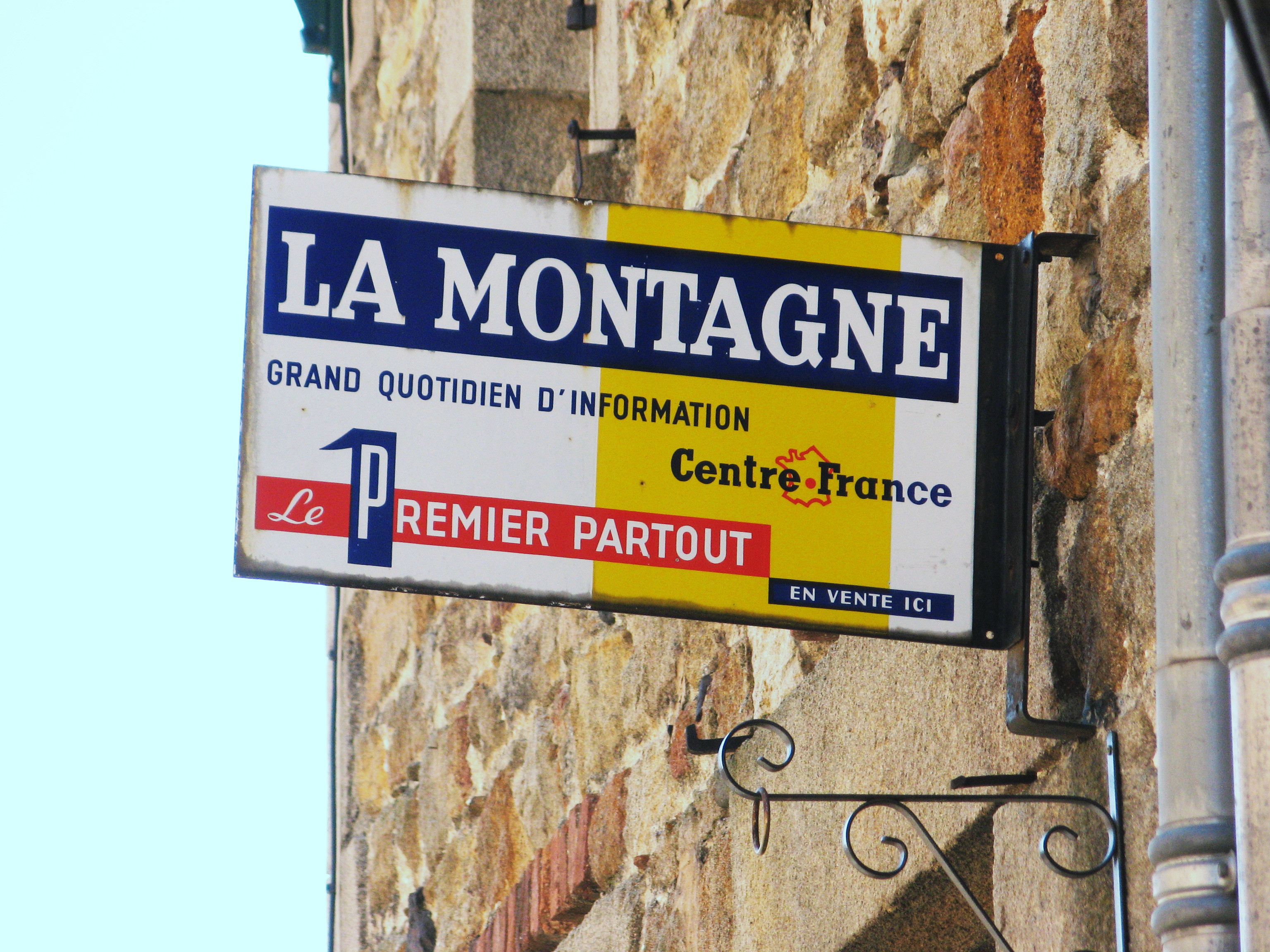
Ancienne enseigne d'un point de vente dans le Puy-de-Dôme.

Le quotidien dispose de dix éditions au total, qui couvrent six départements.
Dans la région clermontoise, de 2008 à 2019, on comptait trois éditions différentes : Clermont-Métropole (centre-ville de Clermont-Ferrand), Clermont-Volcans  (ISSN 2109-1579) et Clermont-Limagne  (ISSN 2109-1587) qui traitent de la proche et de la grande banlieue.
Depuis le 3 décembre 2019, le périmètre des éditions locales du Puy-de-Dôme et de la Haute-Loire est modifié afin de tenir compte des évolutions territoriales (intercommunalités, cantons), et notamment des bassins de vie. L'édition d'Issoire fusionne avec celle de la Haute-Loire et couvre entre autres les communes de l'agglomération d'Issoire, du massif du Sancy et de l'ouest de la Haute-Loire (dont Brioude). Celle de Clermont-Métropole couvre les communes de Clermont Auvergne Métropole, de Mond'Arverne Communauté ainsi que quelques communes de Billom Communauté.
Depuis cette date, les dix éditions sont réparties comme suit :
- 03 Allier : trois éditions (Montluçon (ISSN 1282-9269), Vichy  (ISSN 1282-920X), Moulins  (ISSN 1282-9196))
- 15 Cantal : une édition  (ISSN 1282-9242)
- 19 Corrèze : une édition  (ISSN 1282-9234)
- 23 Creuse : une édition  (ISSN 1282-9218)
- 43 Haute-Loire et 63 Puy-de-Dôme : quatre éditions (Clermont Métropole  (ISSN 2109-1560), Issoire-Sancy-Haute-Loire  (ISSN 1282-9250), Riom  (ISSN 1282-9153), Thiers-Ambert  (ISSN 1282-917X))

## Direction du journal

### Gouvernance de la société anonymeLa Montagne
La SA La Montagne est la maison mère du groupe Centre France.
Alain Védrine préside le conseil d’administration depuis le 30 juin 2020.
Soizic Bouju assume les fonctions de directrice générale depuis le Conseil d'administration du 31 mars 2020.

### Liste des rédacteurs en chef
| Dates             | Rédaction en chef     |
| ----------------- | --------------------- |
| 1921-?            | Henri Andraud         |
| ?-1943            | Maurice Felut         |
| 1944 ou 1945-1965 | Jean-Antoine Pourtier |
| 1970-1986         | André Desthomas       |
| 1986-1992         | Marcel Tourlonias     |
| 1992-1997         | Paul Saigne           |
| 1997-2004         | Jean-Loup Manoussi    |
| 2004-?            | Philippe Rousseau     |
| ?-2017            | Jean-Yves Vif         |
| 2018-2021         | Sandrine Thomas       |

Depuis septembre 2019, Sandrine Thomas s'appuie sur trois rédacteurs en chef adjoints : Julien Bonnefoy, Roland Seguy et Stéphane Vergeade.

### Direction éditoriale départementale
En décembre 2021, le groupe Centre France annonce la nomination de deux directeurs éditoriaux, rattachés à la directrice générale, Soizic Bouju : Stéphane Vergeade et Thibaud Vuitton.
En 2022, des directeurs éditoriaux départementaux sont nommés : 
- Allier : Alexandre Chatenet (par intérim) ;
- Cantal : Pierre Raynaud ;
- Creuse : Eric Donzé ;
- Corrèze : Tanguy Ollivier ;
- Puy-de-Dôme : Gilles Lalloz ;

En parallèle, pour accompagner les directeurs éditoriaux, deux nouveaux postes sont créés :
- un chef des informations groupe (fonction occupée par Roland Seguy), qui a pour rôle de coordonner tous les contenus liés à l’actualité chaude, pour des partages en temps courts entre les différents titres et éditions du groupe ;
- un chef des opérations spéciales groupe (Julien Bonnefoy), dont le rôle est d’anticiper et de coordonner des actions éditoriales au temps long au bénéfice de l’ensemble des titres.

## Archives
- En 2012, la Montagne édition Cantal a déposé ses archives photographiques de 1955 à 1993[30] (100 000 clichés) aux Archives départementales du Cantal, qui les met progressivement en ligne sur son site internet[31].
- La Bibliothèque du Patrimoine de Clermont Auvergne Métropole a mis en ligne sur Overnia les éditions  de 1919 à 1944[32].
- Les Archives départementales du Puy-de-Dôme ont numérisé l’ensemble des numéros de 1919 à 1951, consultables uniquement depuis la salle de lecture[33].